# 荻野純
荻野純（1989年—）為日本的男性漫畫家。出生於愛知縣。

## 經歷
憑著獲得Jump SQ. Comic Grand Prix（ジャンプSQ.コミックグランプリ）2009年4月期的審査員特別賞。同一比賽的2009年8月期以獲得佳作獎項。在《Jump Square》2013年4月號開始連載作品《γ－伽馬－ 地球防衞軍諮商課》。

## 人物
喜歡怪獸，在自己執筆的《γ－伽馬－ 地球防衞軍諮商課》第7話中，對Mighty Blow（マイティ・ブロウ）以鐵拳吹飛怪獸的一幕會感到心痛。

## 作品
- （讀切、未發表） -
- （讀切、《Jump SQ.II》Vol.4發表 / 《Jump SQ. Comic Selection Vol.2》收錄） -
- （讀切、《Jump Square》2010年5月号）
- （讀切、《Jump SQ.19（日语：ジャンプSQ.19）》2011年秋号）
- （原作 - 藤崎龍）（讀切、《Jump SQ.19》Vol.3發表）
- γ－伽馬－ 地球防衞軍諮商課（連載、《Jump Square》2013年4月号 - 2014年11月号、全5卷；台灣青文出版社代理，香港文化傳信代理）
- （讀切）
- 透明人之骨（透明人間の骨，讀切、《週刊YOUNG JUMP》2016年31号發表）
- （讀切）
- （讀切、《少年Sunday-S（日语：週刊少年サンデーS）》2016年11月号）
- （讀切、《Comic百合姬》2016年11月号）
- （讀切）
- 憧憬的姐姐（憧れのお姉さん，讀切、《COMIC X-EROS》2017年2月号）
- （讀切）
- （讀切）
- 透明人之骨（透明人間の骨，連載、《少年Jump+》2017年9月26日更新分 - 2018年3月13日更新分、全4卷，台港東立出版社代理）
- 疏遠的好友（疎遠になった友達〜元トモ〜，讀切、《少年Jump+》2019年5月21日更新分、《隔壁的YOUNG JUMP》2019年10月11日更新分 - 2019年10月18日更新分）
- Semelparous（セメルパルス，連載、《Comic百合姬》2020年1月号 - 、暫刊3卷）

## 關連人物

### 助手
- 安藤正基[2]
- 相羽紀行[2]

## 外部連結
- 荻野純的X（前Twitter）（日語）